# Uhlištiatka (národní přírodní rezervace)
Národní přírodní rezervace Uhlištiatka je národní přírodní rezervace, která byla vyhlášena v roce 1991. Její rozloha je 386 hektarů. Nachází se přibližně 1 km jihozápadně od osady Vyšné Hágy, v nadmořské výšce mezi 875-1234 metrů. Její severní a východní hranici tvoří řeka Poprad.
Na jejím území se nacházejí dva vrchy: Osikový vrch (1 133 m n. m.) a Varta (1 060 m n. m.). Pod ochranou rezervace je komplex různověkých lesních porostů s přirozeným druhovým složením. Jsou zde vzácná bažinná a pramenná společenstva slatin, vrchovišť a přechodných rašelinišť s hojným počtem vzácných, endemických a ohrožených rostlinných a živočišných druhů.
Veřejnosti je vstup do rezervace zakázán.